# Gomphomastax moderata
Gomphomastax moderata är en insektsart som beskrevs av Adrienne Garai, 2002. Gomphomastax moderata ingår i släktet Gomphomastax och familjen Eumastacidae. Inga underarter finns listade i Catalogue of Life.